# Campeonato Uruguayo de Primera División 1977
El Campeonato Uruguayo 1977 fue el 73° torneo de primera división del fútbol uruguayo, correspondiente al año 1977. Compitieron 12 equipos, los cuales se enfrentaron en sistema de todos contra todos a dos ruedas. El campeón fue el Club Nacional de Football.

## Posiciones
| Puesto | Equipo        | Pts | PJ | PG | PE | PP | GF | GC | Dif |
| ------ | ------------- | --- | -- | -- | -- | -- | -- | -- | --- |
| 1º     | Nacional      | 36  | 22 | 16 | 4  | 2  | 54 | 19 | 35  |
| 2º     | Peñarol       | 35  | 22 | 14 | 7  | 1  | 47 | 19 | 28  |
| 3º     | Defensor      | 30  | 22 | 11 | 8  | 3  | 31 | 19 | 12  |
| 4º     | Danubio       | 25  | 22 | 8  | 9  | 5  | 28 | 22 | 6   |
| 5º     | Rentistas     | 21  | 22 | 6  | 9  | 7  | 26 | 27 | -1  |
| 6º     | Bella Vista   | 20  | 22 | 5  | 10 | 7  | 27 | 27 | 0   |
| 7º     | Wanderers     | 20  | 22 | 6  | 8  | 8  | 24 | 30 | -6  |
| 8º     | Liverpool     | 19  | 22 | 5  | 9  | 8  | 21 | 27 | -6  |
| 9º     | Sud América   | 17  | 22 | 6  | 5  | 11 | 19 | 32 | -13 |
| 10º    | Cerro         | 15  | 22 | 5  | 5  | 12 | 23 | 40 | -17 |
| 11º    | River Plate   | 14  | 22 | 5  | 4  | 13 | 17 | 34 | -17 |
| 12º    | Huracán Buceo | 12  | 22 | 2  | 8  | 12 | 18 | 39 | -21 |

|  | Campeón uruguayo                  |
|  | Clasifica a la Copa Libertadores. |
|  | Desciende a Segunda División.     |

|                                             |
| Uruguay                                     |
| Campeón Uruguayo 1977 Nacional 32.er título |

## Clasificación a torneos continentales

### Liguilla Pre-Libertadores
| Pos. | Equipo    | Pts. | PJ | PG | PE | PP | GF | GC | Dif. |
| ---- | --------- | ---- | -- | -- | -- | -- | -- | -- | ---- |
| 1°   | Peñarol   | 9    | 5  | 4  | 1  | 0  | 9  | 1  | 8    |
| 2°   | Danubio   | 7    | 5  | 2  | 3  | 0  | 4  | 2  | 2    |
| 3°   | Wanderers | 6    | 5  | 2  | 2  | 1  | 4  | 5  | -1   |
| 4°   | Nacional  | 4    | 5  | 1  | 2  | 2  | 4  | 5  | -1   |
| 5°   | Liverpool | 2    | 5  | 1  | 0  | 4  | 4  | 7  | -3   |
| 6°   | Defensor  | 2    | 5  | 0  | 2  | 3  | 0  | 5  | -5   |

|  | Clasifica a la Copa Libertadores 1978. |

| Uruguay                                   |
| Campeón Liguilla 1977 Peñarol 3.er título |

#### Desempate por el segundo clasificado a la Copa Libertadores
|  | Danubio | 1:0 | Nacional |  |  |

### Equipos clasificados

#### Copa Libertadores 1978
|   | Equipo  | Clasificación como       |
| - | ------- | ------------------------ |
| 1 | Peñarol | Campeón Liguilla 1977    |
| 2 | Danubio | Subcampeón Liguilla 1977 |